# Daniel Rodríguez (giocatore di calcio a 5)
Daniel Rodríguez Martínez, detto Dani (Jaén, 2 aprile 1978), è un allenatore di calcio a 5 ed ex giocatore di calcio a 5 spagnolo, tecnico del Jaén.

## Carriera

### Giocatore
Difensore, inizia a giocare nella squadra della propria città, per poi, nel decennio 2000, militare in varie squadre di prima e seconda divisione.

### Allenatore
Nel 2011 appesi gli scarpini al chiodo, è nominato allenatore del Jaén (ultima squadra in cui ha militato come giocatore). Dopo la promozione in Primera División, nel 2015 arriva, contro tutti i pronostici la vittoria della Coppa nazionale, ai danni del Barcellona, questo trofeo lo porta, a fine stagione, a vincere il premio individuale di miglior allenatore della LNFS per la stagione 2014-15.
Nel 2018 arriva il secondo titolo, con la vittoria della seconda Coppa di Spagna, questa volta sconfiggendo in finale l'Inter.

## Palmarès

### Allenatore
- Coppa di Spagna: 3
Jaén: 2014-15, 2017-18, 2022-23

### Individuale
- Miglior allenatore della LNFS: 1
2014-2015